# Bali (Kamerun)
Bali ist eine Gemeinde in der Region Nord-Ouest und im Département Mezam in Kamerun. 

## Verkehr
Bali ist über die Fernstraße N6 zu erreichen und hat einen zivilen Flugplatz.

## Geschichte

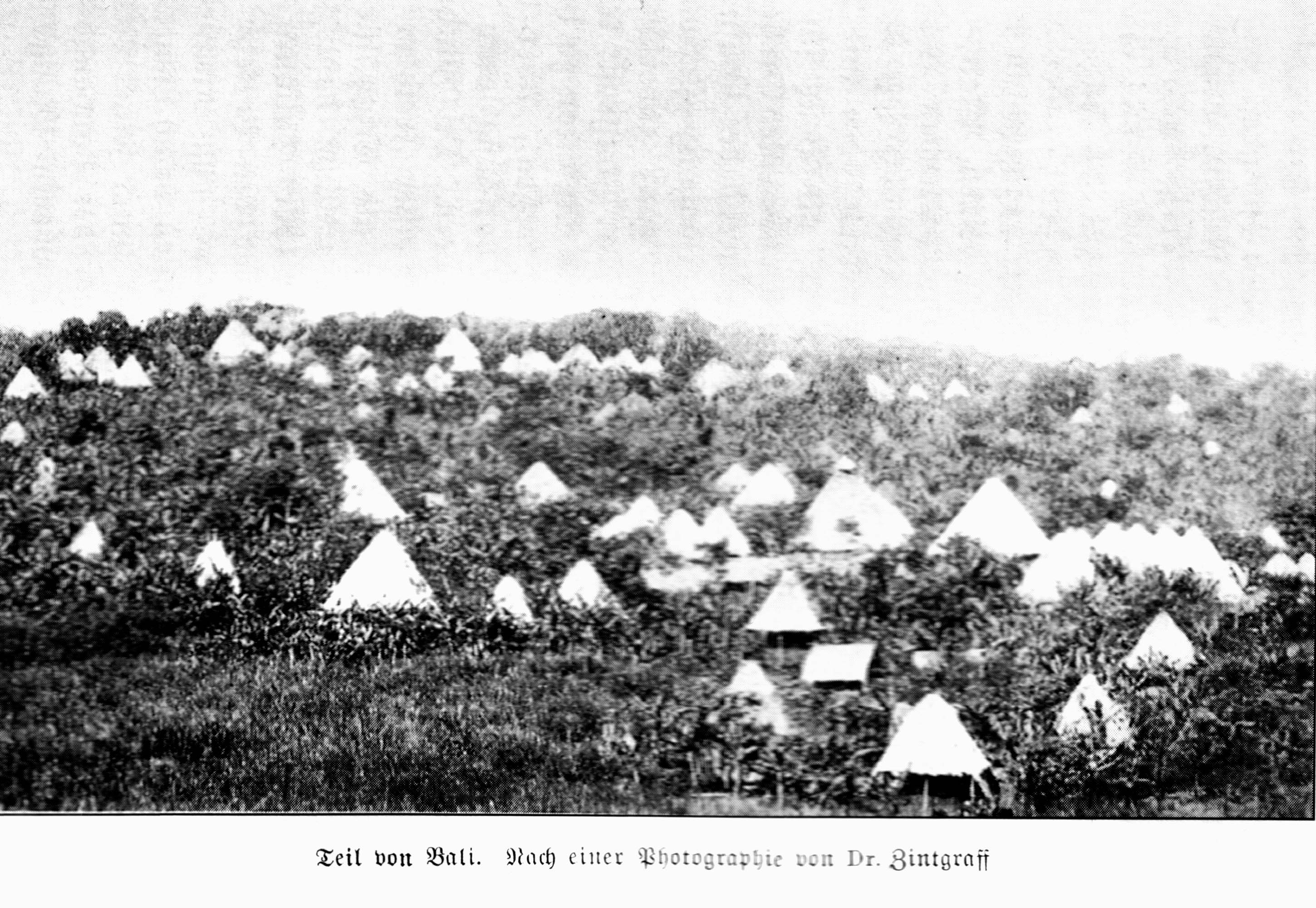
Teil von Bali um 1890

1889 bis 1893 befand sich die Baliburg in der Nähe von Bali, ein Kolonialstützpunkt der deutschen Kolonie Kamerun.

## Persönlichkeiten
- Philipp Vielhauer (1914–1977), Theologe und Hochschullehrer